# Тейлор, Айсис
Айсис Тейлор (англ. Isis Taylor, род. 23 октября 1989 года) — американская порноактриса с перуанскими, шотландскими и еврейскими корнями.

## Биография
Айсис Тейлор пришла в порноиндустрию в 2008 году, в возрасте 19 лет. В ноябре следующего года она стала Hustler Honey. В сентябре 2010 года она была названа Киской месяца журнала Penthouse.
В 2011 году она участвовала в восьминедельной рекламной кампании по продвижению социальной сети Чарли Шина.

## Награды и номинации
- 2010 финалист FAME Award — Favorite New Starlet[6]
- 2010 номинация на AVN Award — Best POV Sex Scene — Pound the Round POV[7]
- 2010 номинация на XRCO Award — Cream Dream[8]
- 2010 номинация на XBIZ Award — New Starlet of the Year[9]
- 2010 XFANZ Award — New Starlet of the Year[10]
- 2011 номинация на AVN Award — Unsung Starlet of the Year[11]
- 2011 номинация на XBIZ Award — Porn Star Site of the Year — IsisTaylorXXX.com[12]
- 2012 номинация на AVN Award — Most Outrageous Sex Scene — Rocco’s American Adventures[13]